# Kopperhörner Mühle
Die Kopperhörner Mühle ist eine Holländerwindmühle am Mühlenweg im Stadtteil Heppens der Stadt Wilhelmshaven, etwa einen Kilometer östlich vom Rathaus Wilhelmshaven.

## Geschichte
Die Mühle lag bei ihrem Bau außerhalb der Stadt, denn die Bismarckstraße war die nördliche Stadtbegrenzung. Ein Vorgängerbau stammt aus dem Jahre 1547, der wahrscheinlich 1698 bei einem Sturm zerstört worden ist. Der jetzige Galerieholländer mit Windrose wurde 1839 als Pell- und Mahlmühle errichtet.

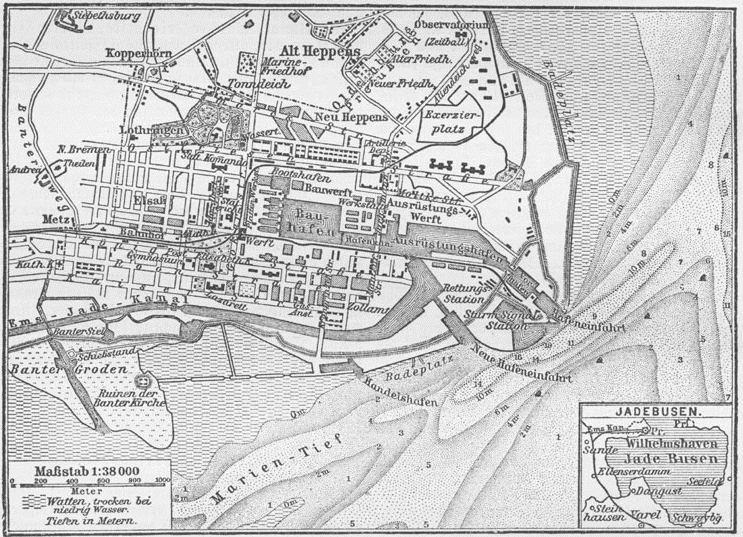
Stadtplan Wilhelmshaven 1888

1908 erhielt die Mühle einen Sauggasmotor als Sekundärantrieb, um unabhängiger vom Wind zu sein. Der Abbruch der Mühle wurde 1922 von der Vorgängerstadt Wilhelmshavens, Rüstringen, verhindert, die das Bauwerk als erhaltenswert einstufte und das Gebäude verpachtete. Nach dem Zweiten Weltkrieg diente die Mühle vorübergehend als Lager. In den 1980er Jahren wurde sie einschließlich des Einbaus eines neuen Mahlwerks und Müllereimaschinen umfangreich restauriert. 1986 wurde die Mühle an den Heimatverein „Die Boje“ verpachtet, der sie für die Öffentlichkeit zugänglich machte und Mahlvorführungen ausrichtete.
Am 15. September 1994 brach ein Flügel der Mühle während eines Sturmes. Die übrigen Rutenbäume und Bruststücke wurden dabei in Mitleidenschaft gezogen und aus Sicherheitserwägungen musste die Mühle stillgelegt werden. Die folgenden sechs Jahre stand die Mühle still. Erst nach der Gründung des „Kopperhörner Mühlenvereins e.V.“ im Jahr 1999 konnten die Schäden der Mühle behoben werden. Ab 2000 erfolgt die Sanierung der Mühle mit der vollständigen Erneuerung von Kappe und Flügel, die 2002 erfolgreich beendet wurde. Der „Kopperhörner Mühlenvereins e.V.“ sorgt seitdem für ihre Betreuung und den Betrieb. „Freiwillige Müller“ und weitere aktive Mitglieder des Vereins stehen seitdem für Führungen in der Mühle zur Verfügung. Bei günstigem Wind kann die Bremse gelöst werden, damit sich die Flügel drehen. Mahlvorführungen sind jedoch nicht mehr möglich.
Die Kopperhörner Mühle ist Station an der Friesischen Mühlenstraße.

## Technische Daten
Die Höhe des Rumpfes beträgt 19 Meter, ihr Durchmesser am Fuß neun Meter; die Flügelspannweite misst 22 Meter.